# تومي برايزلاند
تومي برايزلاند (بالإنجليزية: Tommy Bryceland)‏ هو مدرب كرة قدم ولاعب كرة قدم بريطاني في مركزي الهجوم، ولد في 1 مارس 1939 في غرينوك في المملكة المتحدة، وتوفي في 22 يناير 2016 في Ayrshire ‏ في المملكة المتحدة. لعب مع أولدهام أثلتيك ونادي سانت ميرين ونورويتش سيتي.